# 田畑金光
田畑 金光（たばた かねみつ、1914年（大正3年）1月22日 - 2013年（平成25年）4月22日）は、昭和期の政治家。民社党衆議院議員、いわき市長。
鹿児島県大島郡龍郷町芦徳出身。

## 来歴・人物
1932年鹿児島県立大島中学校 (旧制)卒業。1936年大阪高等学校 (旧制)文科卒業。1939年東京帝国大学法学部法律学科卒業。
大学卒業後は満州国政府に勤めながら、大同学院を卒業。1940年に従軍し、1945年に陸軍主計大尉で復員。
戦後、福島県の現いわき市に移り、1946年大日本炭鉱勿来鉱業所勤務。1947年（昭和22年）福島県議会議員に当選。右派社会党公認で、1953年（昭和28年）に第3回参議院議員通常選挙福島県選挙区で初当選。第5回参議院議員通常選挙同選挙区にて日本社会党公認で再選し、計2期務める。2期目の途中、民主社会党に移籍する。1967年（昭和42年）の第31回衆議院議員総選挙福島県第3区 (中選挙区)に民主社会党公認で立候補し当選。第32回衆議院議員総選挙でも同選挙区にて民社党公認で再選し、計2期務める。1974年（昭和49年）のいわき市長選挙に革新系無所属（日本社会党、民社党、日本共産党推薦）として立候補し、現職の大和田弥一（自由民主党推薦）を約3万票差で破って初当選。再選を重ね3期12年務める。1984年（昭和59年）に勲二等旭日重光章を受章した。
1986年（昭和61年）の市長選で中田武雄に敗れる。その後も地域で講演活動を精力的に行ってきた。
1998年に故郷龍郷町の名誉町民となる。2013年4月22日に敗血症のため死去。99歳没。叙正四位。
元福島県議会議員の中村秀樹は義理の孫。